# Jan Sirks
Jan Sirks (Rotterdam, 23 februari 1885 - Zeist, 11 maart 1938) was een Nederlands schilder, tekenaar en graficus, die zich toelegde op het schilderen, aquarelleren, tekenen en etsen van de havens van Rotterdam, dieren, stadsgezichten en landschappen. Hij werkte in een romantisch realistische stijl. 
Hij maakte ook stadsgezichten met kanalen en bouwwerken in Utrecht en Amsterdam. Sirks werkte vijf jaar als ambtenaar bij de Spoorwegen. Hij was als kunstenaar  autodidact en was medeoprichter van de Rotterdamse kunstenaarsgroep "De Branding". In 1917 exposeerde hij drie van zijn schilderijen tijdens de eerste tentoonstelling van "De Sphinx" in de bovenzalen van De Harmonie aan de Breestraat in Leiden. 
Zijn werken bevinden zich in verschillende openbare collecties waaronder het Stadsarchief Rotterdam, het Utrechts Archief en het Rijksmuseum Amsterdam.

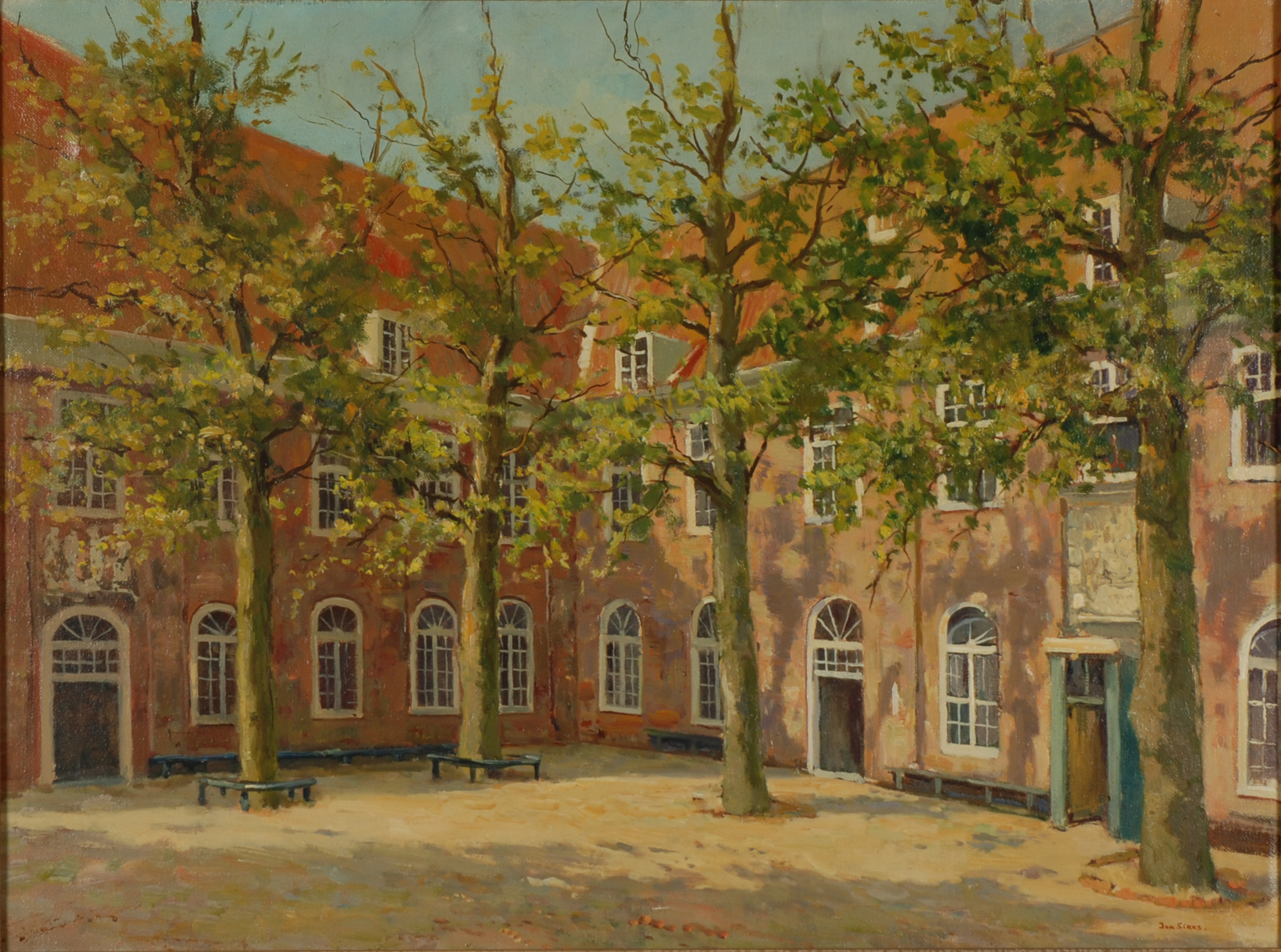
Weeshuis te Rotterdam
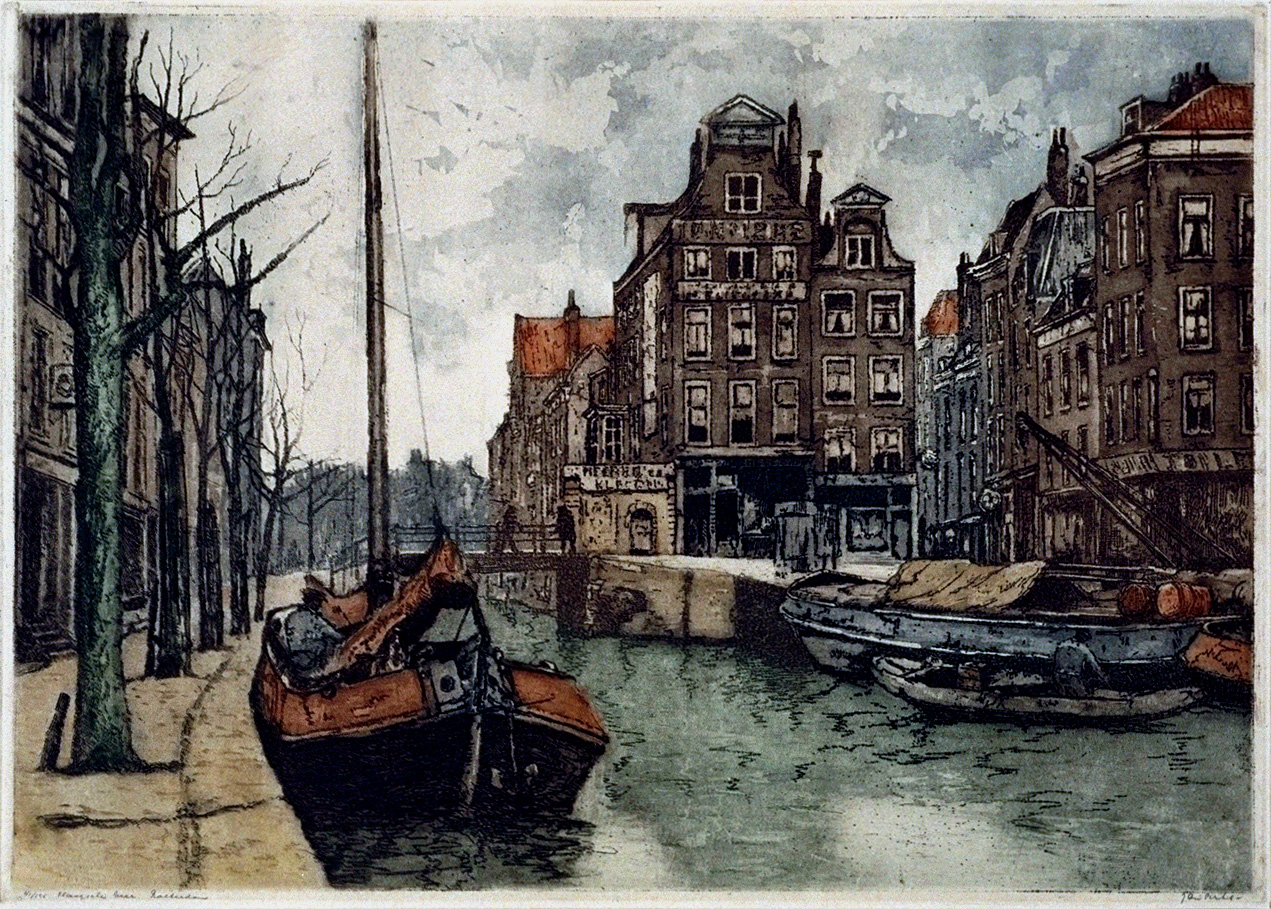
Delftsevaart Rotterdam
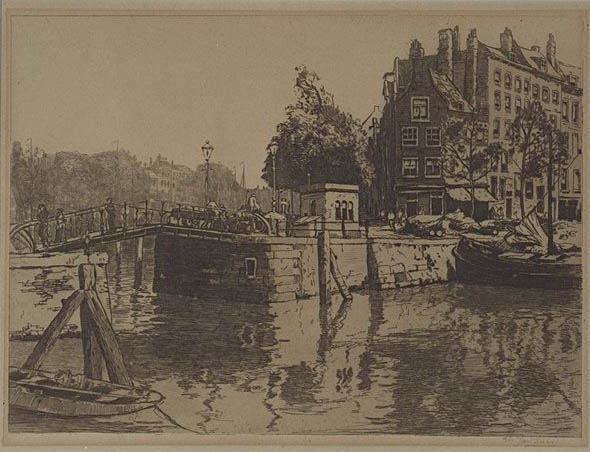
Oudehaven Rotterdam
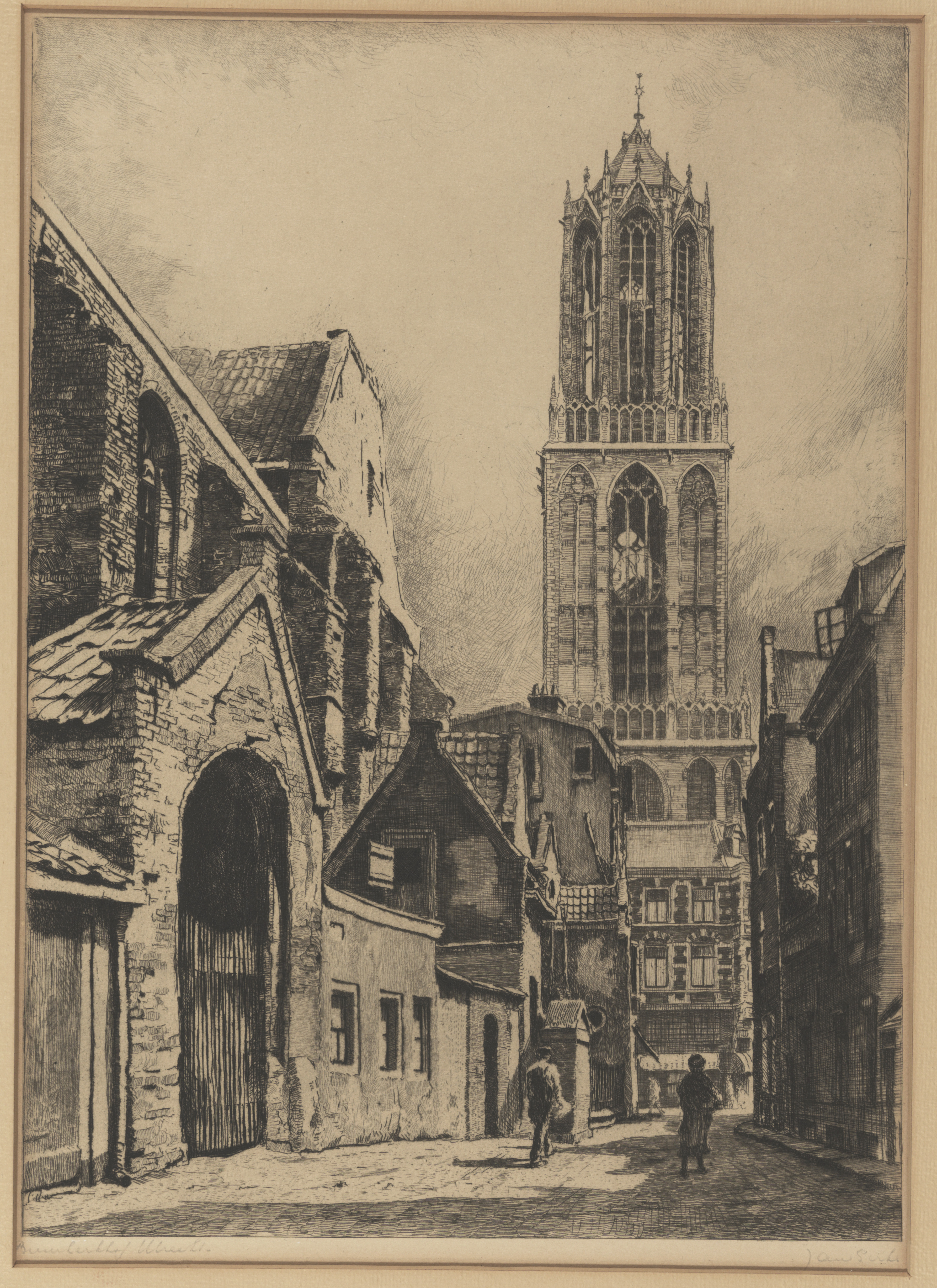
Domtoren, Utrecht